# Список умерших в 1095 году

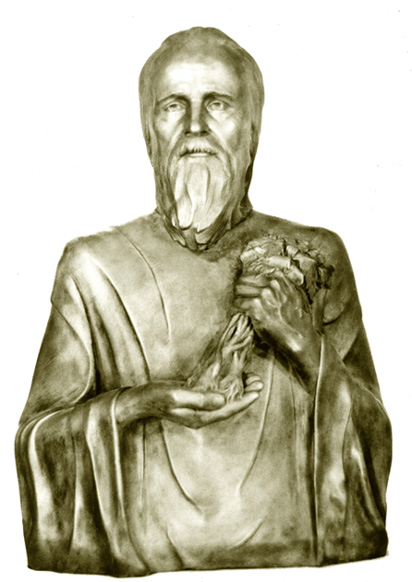
Агапит Печерский

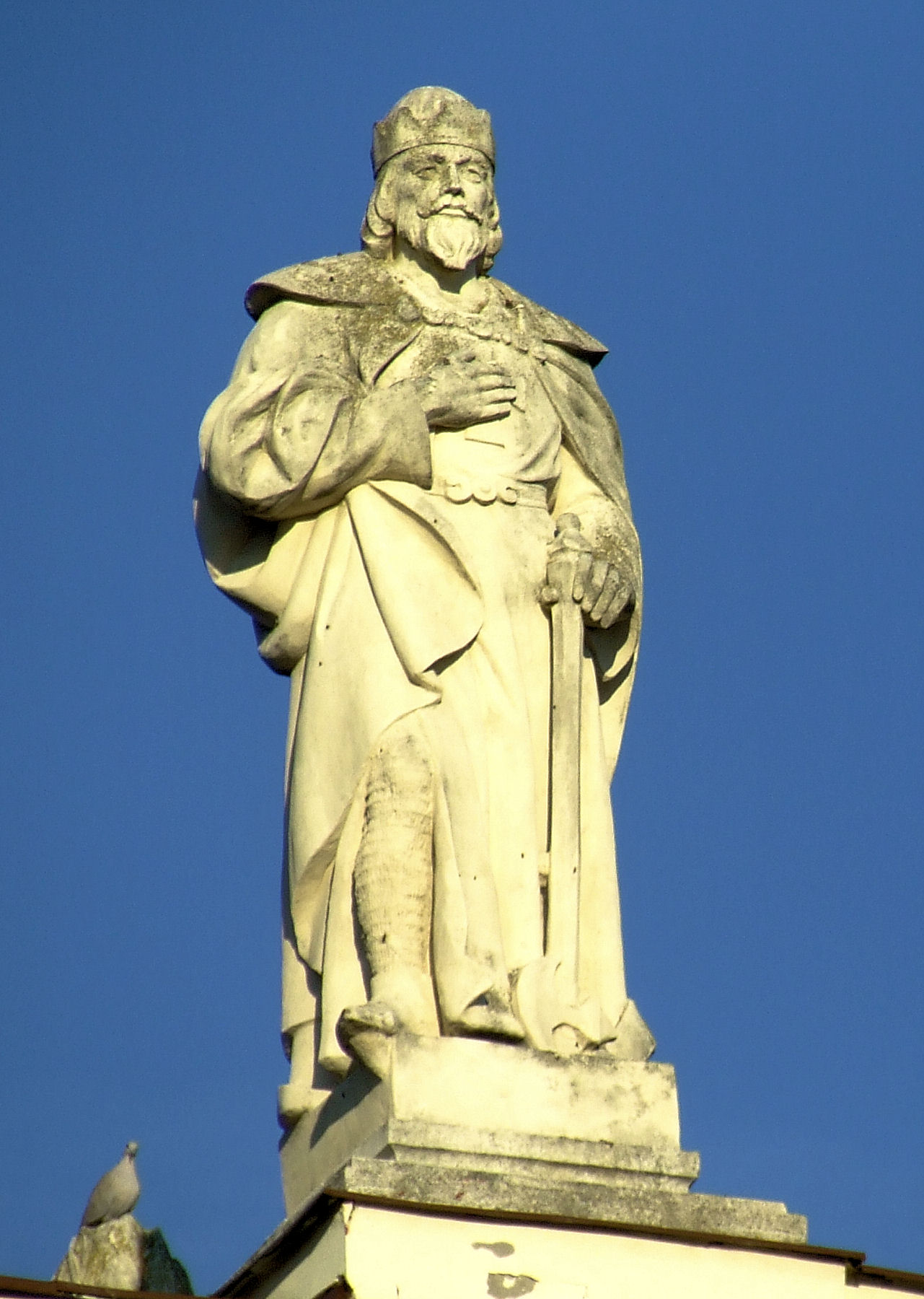
Ласло I Святой

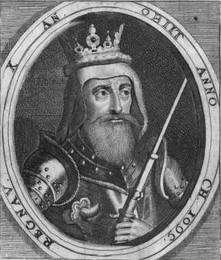
Олаф I Голод

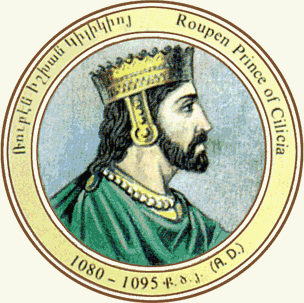
Рубен I

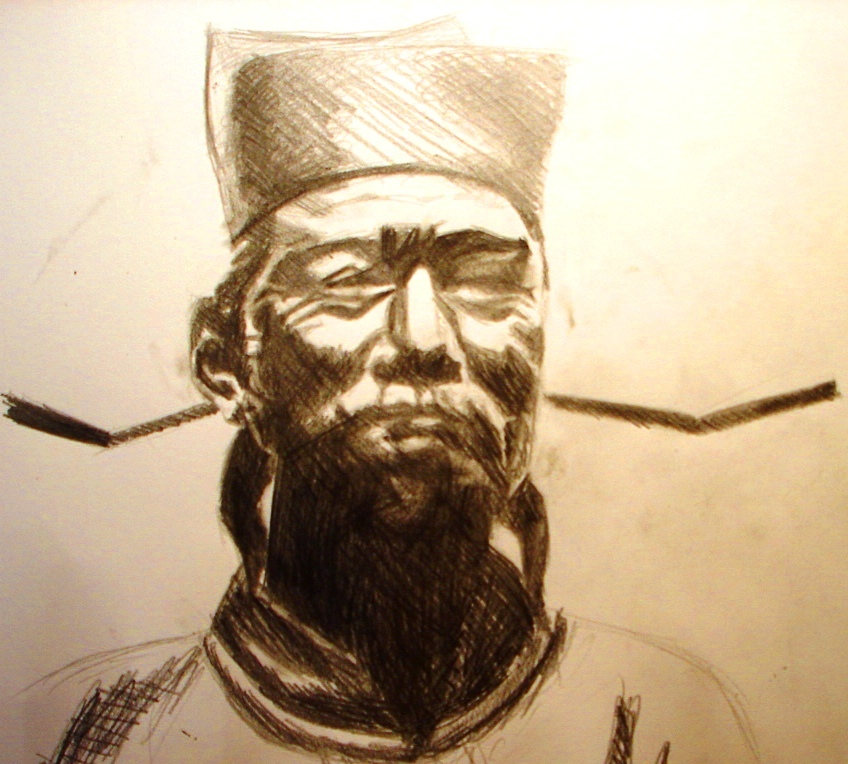
Шэнь Ко

В этой статье представлен список известных людей, умерших в 1095 году.
См. также: Категория:Умершие в 1095 году

## Январь
- 19 января — Вульфстан — епископ Вустерский (с 1062), единственный англосакс из высшего духовенства, сохранивший свой пост после завершения нормандского завоевания Англии, святой римско-католической и англиканской церквей.

## Февраль
- 24 февраля — Итлар — половецкий хан, убит.
- Тутуш I — эмир Дамаска (1079—1095), султан Алеппо (1094—1095).
- Хакон Воспитанник Торира — король Норвегии (1093—1095).

## Апрель
- 8 апреля — Вальтер Понтуазский — бенедиктинский аббат, святой Римско-католической церкви[1][2].

## Июнь
- 1 июня — Агапит Печерский — инок Киево-Печерского монастыря, врач безвозмездный. Агапит, считающийся первым лекарем (врачом) Киевской Руси.
- 18 июня — София Венгерская — графиня-консорт Истрии и Крайны (как жена графа Ульриха I), герцогиня-консорт Саксонии (как жена герцога Магнуса).

## Июль
- 29 июля — Ласло I Святой — король Венгрии (1077—1095), святой Римско-католической церкви.

## Август
- 18 августа — Олаф I Голод — король Дании (1085—1095), эрл Южной Ютландии (1080—1095).

## Сентябрь
- 2 сентября — Альберт Понтидский[итал.] — приор бенедиктинского монастыря, святой Римско-католической церкви[3].

## Октябрь
- 12 октября — Леопольд II Красивый — маркграф Австрии (1075—1095).
- 23 октября — Генрих II Лаахский — первый пфальцграф Рейнский (1085—1095).

## Декабрь
- 8 декабря — Роберт де Мортен — граф де Мортен (1049—1095) и граф Корнуолл (1072—1095).
- Джованни — кардинал-епископ Порто (1066—1095).
- Фальер, Витале — венецианский дож (1084—1095)[4][5].

## Дата неизвестна или требует уточнения
- Абу Ахмад Джафар — правитель тайфы Валенсии (1092—1094). Казнён
- Абу Мансур Низар — старший сын исмаилитского халифа Маада аль-Мустансира из династии Фатимидов, из-за которого произошёл раскол исмаилитов на низаритов и мусталитов.
- Абу Шуджа аль-Исфахани — исламский богослов, правовед (факих) шафиитского мазхаба, шариатский судья (кади).
- Ахмед-хан б. Хызр — правитель Западного Караханидского каганата (1087—1095). Убит.
- Генрих III — граф Лувена и Брюсселя (1078—1095), ландграф Брабанта (1085—1095). Погиб на рыцарском турнире.
- Геральд Аквитанский[англ.] — бенедиктинский аббат, святой Римско-католической церкви[6].
- Гульельмо Рамон I — граф Сердани (1068—1095), граф Берги (1068—1094).
- Гофрайд II — король Мэна (1079—1095) и король Дублина (около 1091—1094).
- Жанна Женевская — графиня-консорт Савойи (1078—1080), жена графа Амадея II.
- Жеро II д’Арманьяк — граф д’Арманьяк с 1061 года.
- Константин Дука — соправитель Византийской империи в период 1074—1078 и 1081—1087 годов.
- Кытан — половецкий хан, убит.
- Аль-Мутамид — арабский андалусийский поэт и воин, ученик Ибн Зейдуна, эмир Севильи в 1069—1091 годы.
- Никифор Вриенний Старший — византийский военачальник.
- Рубен I — армянский князь, первый властелин Киликии (1080—1095).
- Тамим ибн Булуггин — правитель тайфы Малага (1073—1090).
- Чубук-бей — туркменский военачальник.
- Шэнь Ко — один из величайших китайских ученых (математик, астроном, метеоролог, геолог, зоолог, ботаник, фармаколог, агроном, этнограф и картограф), а кроме того дипломат, военачальник, министр финансов, государственный инспектор, инженер в области гидромелиорации, изобретатель, поэт и музыкант.